# Campeonato de Primera D 2007-08
El Campeonato de Primera D 2007-08 fue la quincuagésima octava edición del torneo. Se disputó desde el 11 de agosto de 2007 hasta el 24 de mayo de 2008.
Los nuevos equipos participantes fueron: Muñiz, que volvió de la desafiliación y el descendido de la Primera C, Ituzaingó. El torneo estuvo conformado por 18 equipos, que jugaron a dos ruedas de 17 fechas un total de 34 fechas.
El campeón fue Defensores Unidos, con 73 puntos, que de esta manera obtuvo el primer ascenso a la Primera C. El campeón del torneo reducido fue Berazategui, que ganó luego en la Promoción frente a San Martín (B) y obtuvo el segundo ascenso.
Por otro lado, el torneo determinó el descenso y la desafiliación por una temporada nuevamente de Muñiz.

## Ascensos y descensos
| Promedio | Desafiliado de la Primera D 2006-07 |
| -------- | ----------------------------------- |
| 18.º     | Centro Español                      |

| Reafiliado |
| ---------- |
| Muñiz      |

| Posición | Ascendido a la Primera C 2007-08 |
| -------- | -------------------------------- |
| Campeón  | Leandro N. Alem                  |

| Promedio | Descendido de la Primera C 2006-07 |
| -------- | ---------------------------------- |
| 20.º     | Ituzaingó                          |

## Equipos
| Equipo               | Ciudad             | Estadio                   | Capacidad |
| -------------------- | ------------------ | ------------------------- | --------- |
| Argentino de Quilmes | Quilmes            | Argentino de Quilmes      | 7000      |
| Atlas                | General Rodríguez  | Ricardo Puga              | 2500      |
| Berazategui          | Berazategui        | Norman Lee                | 5500      |
| Central Ballester    | General San Martín | Monumental de Villa Lynch | 1000      |
| Claypole             | Claypole           | Rodolfo Vicente Capocasa  | 1000      |
| Defensores Unidos    | Zárate             | Gigante de Villa Fox      | 6000      |
| Deportivo Paraguayo  | Buenos Aires       | Juan Antonio Arias        | 2950      |
| Deportivo Riestra    | Buenos Aires       | Guillermo Laza            | 3000      |
| Ferrocarril Urquiza  | Villa Lynch        | Monumental de Villa Lynch | 1000      |
| Ituzaingó            | Ituzaingó          | Ituzaingó                 | 3500      |
| Juventud Unida       | San Miguel         | Néstor Bedgni             | 3200      |
| Liniers              | San Justo          | Juan Antonio Arias        | 3000      |
| Lugano               | Tapiales           | José María Moraños        | 1500      |
| Midland              | Libertad           | Ciudad de Libertad        | 7000      |
| Muñiz                | Muñiz              | Malvinas Argentinas       | 7100      |
| Puerto Nuevo         | Campana            | Rubén Carlos Vallejos     | 500       |
| Victoriano Arenas    | Valentín Alsina    | Saturnino Moure           | 1500      |
| Yupanqui             | Buenos Aires       | Guillermo Laza            | 3000      |

### Distribución geográfica de los equipos
| Región                                   | Cant. | Equipos |
| ---------------------------------------- | ----- | --- |
| Conurbano bonaerense                     | 11    | Argentino de Quilmes, Central Ballester, Claypole, Ferrocarril Urquiza, Ituzaingó, Juventud Unida, Liniers, Lugano, Midland, Muñiz y Victoriano Arenas |
| Ciudad de Buenos Aires                   | 3     | Deportivo Paraguayo, Deportivo Riestra y Yupanqui |
| Interior de la provincia de Buenos Aires | 4     | Atlas, Defensores Unidos, Leandro N. Alem y Puerto Nuevo                                                                                               |

## Formato

### Competición
Se jugaron dos ruedas de 17 fechas cada una, todos contra todos. 

### Ascenso
El campeón ascendió directamente a la Primera C. Los ubicados del segundo al noveno puesto se enfrentaron en un torneo reducido, por eliminación directa, con ventaja deportiva para los mejor ubicados en la tabla final, y el ganador jugó la promoción contra el penúltimo promedio de la Primera C.

### Desafiliación temporaria
Al final de la temporada, el equipo con el peor promedio fue suspendido en su afiliación por un año.

## Tabla de posiciones final
|  |     | Equipo               | Pts | PJ | G  | E  | P  | GF | GC | Dif |
|  | --- | -------------------- | --- | -- | -- | -- | -- | -- | -- | --- |
|  | 1.  | Defensores Unidos    | 73  | 34 | 22 | 7  | 5  | 73 | 27 | 46  |
|  | 2.  | Berazategui          | 67  | 34 | 20 | 7  | 7  | 65 | 31 | 34  |
|  | 3.  | Argentino de Quilmes | 63  | 34 | 20 | 3  | 11 | 59 | 36 | 23  |
|  | 4.  | Midland              | 63  | 34 | 19 | 6  | 9  | 55 | 35 | 20  |
|  | 5.  | Liniers              | 60  | 34 | 17 | 9  | 8  | 57 | 39 | 18  |
|  | 6.  | Victoriano Arenas    | 55  | 34 | 16 | 7  | 11 | 43 | 40 | 3   |
|  | 7.  | Ituzaingó            | 54  | 34 | 15 | 9  | 10 | 58 | 35 | 23  |
|  | 8.  | Lugano               | 53  | 34 | 15 | 8  | 11 | 49 | 44 | 5   |
|  | 9.  | Deportivo Riestra    | 52  | 34 | 13 | 13 | 8  | 46 | 34 | 12  |
|  | 10. | Central Ballester    | 50  | 34 | 13 | 11 | 10 | 39 | 35 | 4   |
|  | 11. | Atlas                | 48  | 34 | 12 | 12 | 10 | 45 | 38 | 7   |
|  | 12. | Juventud Unida       | 39  | 34 | 11 | 6  | 17 | 49 | 55 | -6  |
|  | 13. | Deportivo Paraguayo  | 39  | 34 | 10 | 9  | 15 | 43 | 55 | -12 |
|  | 14. | Claypole             | 38  | 34 | 8  | 14 | 12 | 38 | 49 | -11 |
|  | 15. | UAI Urquiza          | 34  | 34 | 8  | 10 | 16 | 49 | 64 | -15 |
|  | 16. | Yupanqui             | 22  | 34 | 4  | 10 | 20 | 33 | 65 | -32 |
|  | 17. | Puerto Nuevo         | 18  | 34 | 4  | 6  | 24 | 36 | 88 | -52 |
|  | 18. | Deportivo Muñiz      | 13  | 34 | 2  | 7  | 25 | 20 | 87 | -67 |

|  | Campeón. Ascendió a la Primera C.                                     |
|  | Clasificados al Torneo reducido por la participación en la promoción. |

## Tabla de promedios
| Pos  | Equipo               | PJ  | 2005-06 | 2006-07 | 2007-08 | Pts | Promedio |
| ---- | -------------------- | --- | ------- | ------- | ------- | --- | -------- |
| 1.º  | Berazategui          | 102 | 68      | 72      | 67      | 207 | 2,029    |
| 2.º  | Ituzaingó            | 68  | 68      | -       | 54      | 122 | 1,794    |
| 3.º  | Liniers              | 102 | 67      | 56      | 60      | 183 | 1,794    |
| 4.º  | Defensores Unidos    | 102 | 58      | 51      | 73      | 182 | 1,784    |
| 5.º  | Argentino de Quilmes | 68  | -       | 53      | 63      | 116 | 1,706    |
| 6.º  | Atlas                | 102 | 56      | 58      | 48      | 162 | 1,588    |
| 7.º  | Midland              | 102 | 41      | 52      | 63      | 156 | 1,529    |
| 8.º  | Victoriano Arenas    | 102 | 44      | 53      | 55      | 152 | 1,490    |
| 9.º  | Juventud Unida       | 102 | 47      | 55      | 39      | 141 | 1,382    |
| 10.º | Deportivo Paraguayo  | 102 | 37      | 49      | 39      | 125 | 1,225    |
| 11.º | Deportivo Riestra    | 102 | 40      | 31      | 52      | 123 | 1,206    |
| 12.º | Central Ballester    | 102 | 40      | 32      | 50      | 122 | 1,196    |
| 13.º | Atlético Lugano      | 102 | 32      | 36      | 53      | 121 | 1,186    |
| 14.º | Claypole             | 102 | 47      | 33      | 38      | 118 | 1,157    |
| 15.º | UAI Urquiza          | 102 | 42      | 36      | 34      | 112 | 1,098    |
| 16.º | Yupanqui             | 102 | 21      | 47      | 22      | 90  | 0,882    |
| 17.º | Puerto Nuevo         | 102 | 28      | 22      | 18      | 68  | 0,667    |
| 18.º | Muñiz                | 34  | -       | -       | 13      | 13  | 0,382    |

|  | Desafiliado por una temporada. |

## Torneo reducido
El ganador clasificó para jugar la promoción con la Primera C.
|  | Cuartos de final            | Cuartos de final            | Cuartos de final |         |                      | Semifinales          | Semifinales     | Semifinales     | Semifinales     | Semifinales     |  |                    | Final              | Final           | Final           | Final           | Final           |  |
|  | 27 de mayo                  | 27 de mayo                  | 27 de mayo       |         |                      | 1 al 4 de junio      | 1 al 4 de junio | 1 al 4 de junio | 1 al 4 de junio | 1 al 4 de junio |  |                    | 8 y 14 de junio    | 8 y 14 de junio | 8 y 14 de junio | 8 y 14 de junio | 8 y 14 de junio |  |
|  |                             |                             |                  |         |                      |                      |                 |                 |                 |                 |  |                    |                    |                 |                 |                 |                 |  |
|  |                             |                             |                  |         |                      |                      |                 |                 |                 |                 |  |                    |                    |                 |                 |                 |                 |  |
|  | Berazategui                 | Berazategui                 | 1                |         |                      |                      |                 |                 |                 |                 |  |                    |                    |                 |                 |                 |                 |  |
|  | Berazategui                 | Berazategui                 | 1                |         |                      |                      |                 |                 |                 |                 |  |                    |                    |                 |                 |                 |                 |  |
|  | Deportivo Riestra           | Deportivo Riestra           | 0                |         |                      |                      |                 |                 |                 |                 |  |                    |                    |                 |                 |                 |                 |  |
|  | Deportivo Riestra           | Deportivo Riestra           | 0                |         | Berazategui          | Berazategui          | 1               | 3               | 4               |                 |  |                    |                    |                 |                 |                 |                 |  |
|  |                             |                             |                  |         | Berazategui          | Berazategui          | 1               | 3               | 4               |                 |  |                    |                    |                 |                 |                 |                 |  |
|  |                             |                             | Liniers          | Liniers | 0                    | 1                    | 1               |                 |                 |                 |  |                    |                    |                 |                 |                 |                 |  |
|  | Liniers                     | Liniers                     | Liniers          | Liniers | 0                    | 1                    | 1               | 3               |                 |                 |  |                    |                    |                 |                 |                 |                 |  |
|  | Liniers                     | Liniers                     |                  |         |                      |                      |                 |                 |                 |                 |  |                    |                    |                 |                 |                 |                 |  |
|  | Victoriano Arenas           | Victoriano Arenas           | 1                |         |                      |                      |                 |                 |                 |                 |  |                    |                    |                 |                 |                 |                 |  |
|  | Victoriano Arenas           | Victoriano Arenas           | 1                |         |                      |                      |                 |                 |                 |                 |  | Berazategui (v.d.) | Berazategui (v.d.) | 0               | 2               | 2               |                 |  |
|  |                             |                             |                  |         |                      |                      |                 |                 |                 |                 |  | Berazategui (v.d.) | Berazategui (v.d.) | 0               | 2               | 2               |                 |  |
|  |                             |                             | Midland          | Midland | 2                    | 0                    | 2               |                 |                 |                 |  |                    |                    |                 |                 |                 |                 |  |
|  | Argentino de Quilmes (v.d.) | Argentino de Quilmes (v.d.) | Midland          | Midland | 2                    | 0                    | 2               | 1               |                 |                 |  |                    |                    |                 |                 |                 |                 |  |
|  | Argentino de Quilmes (v.d.) | Argentino de Quilmes (v.d.) |                  |         |                      |                      |                 |                 |                 |                 |  |                    |                    |                 |                 |                 |                 |  |
|  | Lugano                      | Lugano                      | 1                |         |                      |                      |                 |                 |                 |                 |  |                    |                    |                 |                 |                 |                 |  |
|  | Lugano                      | Lugano                      | 1                |         | Argentino de Quilmes | Argentino de Quilmes | 1               | 0               | 1               |                 |  |                    |                    |                 |                 |                 |                 |  |
|  |                             |                             |                  |         | Argentino de Quilmes | Argentino de Quilmes | 1               | 0               | 1               |                 |  |                    |                    |                 |                 |                 |                 |  |
|  |                             |                             | Midland          | Midland | 1                    | 2                    | 2               |                 |                 |                 |  |                    |                    |                 |                 |                 |                 |  |
|  | Midland                     | Midland                     | Midland          | Midland | 1                    | 2                    | 2               | 3               |                 |                 |  |                    |                    |                 |                 |                 |                 |  |
|  | Midland                     | Midland                     |                  |         |                      |                      |                 |                 |                 |                 |  |                    |                    |                 |                 |                 |                 |  |
|  | Ituzaingó                   | Ituzaingó                   | 1                |         |                      |                      |                 |                 |                 |                 |  |                    |                    |                 |                 |                 |                 |  |
|  | Ituzaingó                   | Ituzaingó                   | 1                |         |                      |                      |                 |                 |                 |                 |  |                    |                    |                 |                 |                 |                 |  |
|  |                             |                             |                  |         |                      |                      |                 |                 |                 |                 |  |                    |                    |                 |                 |                 |                 |  |

- Nota: En cada llave, el equipo que ocupa la primera línea es el que definió la serie como local y tuvo ventaja deportiva, por su mejor ubicación en la tabla.

## Promoción con la Primera C
Se definió entre San Martín (B) (penúltimo promedio de la Primera C) y Berazategui, ganador del Torneo reducido. Se jugó en partidos de ida y vuelta y el ganador ascendió a la Primera C, mientras que el perdedor descendió a la D.
| Berazategui    | 3 - 2 | San Martín (B) | Ciudad de La Plata | 22 de junio | 15:00 |
| San Martín (B) | 0 - 0 | Berazategui    | Florencio Sola     | 28 de junio | 15:00 |

## Goleadores
| Jugador          | Equipo            | Goles |
| ---------------- | ----------------- | ----- |
| Javier Velázquez | Defensores Unidos | 33    |